# Albert Beckles
Albert Beckles (* 14. Juli 1930 in Bridgetown, Barbados) ist ein professioneller Bodybuilder aus Barbados. Er gewann zahlreiche nationale und internationale Titel.
Beckles Karriere reichte von den 1960er bis in die 1990er Jahre. Er nahm über einen Zeitraum von 23 Jahren insgesamt 13 Mal am renommierten Mr. Olympia-Wettbewerb teil, wobei sein bestes Ergebnis ein 2. Platz im Jahr 1985 war.